# NGC 2634A
NGC 2634A (другие обозначения — UGC 4585, MCG 12-9-16, ZWG 331.68, ZWG 332.15, IRAS08433+7406, PGC 24760) — галактика в созвездии Жираф.
Этот объект не входит в число перечисленных в оригинальной редакции «Нового общего каталога» и был добавлен позднее.